# Lars Rasmussen (politiker)
 Der er flere personer med dette navn, se Lars Rasmussen.
Lars Rasmussen, også kaldet Lars Rasmussen-Vanddamgaard for at undgå forveksling (21. juni 1854 i Odense – 9. oktober 1907) var en dansk proprietær og politiker.
Lars Rasmussen var søn af pakhusforvalter R. Larsen. Han gik på Odense Borgerskole og fik efter konfirmationen plads som dreng på en gård ved Odense. Da han foruden stor lyst til landvæsenet viste gode evner blev han optaget på Fyens Stifts patriotiske Selskabs landvæsenskursus i Odense og bestod afgangseksamen herfra med god karakter. Herefter tog han tjeneste som avlsforvalter og kom som sådan til Bygholm ved Horsens, der var i den kendte kammerherre Theodor Schüttes besiddelse. Gården var forpagtet ud, og Rasmussen gjorde tjeneste under tre forskellige forpagtere. Her stiftede han bekendtskab med praktisk politik, og ret naturligt blev han Højremand, og da Henning Matzen på sine agitationsrejser besøgte hans egn, følte han sig stærkt tiltalt af den slagfærdige professor, hvis meninger han tilegnede sig. Han var i en årrække en varm beundrer af J.B.S. Estrup og hans politik og hævdede sine anskuelser også, hvor de var ilde hørte. Dette havde til følge, at han i en valgkampagne udpegedes som en blandt de Højrefunktionærer, der lagde afhængige vælgere hindringer i vejen; en beskyldning, der var ganske grundløs, og som han bestemt tilbageviste.
I året 1887 købte han Lindal ved Bræstrup og blev således sin egen mand. Det var en særdeles god forretning, han havde gjort, for 3 måneder efter kunne han sælge denne skovejendom med meget betydelig avance og erhvervede så proprietærgården Vanddamgaard ved Vejen i stedet for.
Ved sin politiske overbevisning holdt han fast, men efter forliget 1894 ændrede han forsåvidt sine synspunkter, som han sluttede sig til det ikke ringe antal jyske landmænd af Højre, der fulgte Mogens Frijs' og N.B. Breinholts politik mod den Estrupske. Ved Landstingsvalget i efteråret 1902 kunne Claus Madsen Brødsgaard, der vel nærmest kunne karakteriseres som liberal Højremand, ikke genvælges, da han havde forladt kredsen. Højre tvivlede på, om at kunne sætte en gammel Højremand igennem, og opmærksomheden henvendtes på Rasmussen der var en kendt mand i kredsen. Venstrebladet Landbodagbladet i Bramminge nævnte ham som kandidat, og der skete en henvendelse til ham fra de ledende i Højre. Han erklærede sig villig til at lade sig opstille, såfremt hele Højre ville stemme på ham. Man valgte ganske at bortse fra splittelsen, og det kom slet ikke til nogen styrkeprøve mellem de to konservative fraktioner. Interpelleret om sit standpunkt svarede Rasmussen, at han forbeholdt sig sin frihed mht. salget af De dansk-vestindiske Øer, at han ønskede kirkelovene henvist til en kommission, og at han mht. de kongevalgte Landstingsmænds stilling hørte til dem, der anså deres udnævnelse for uafhængig af Tingets opløsning. Herpå blev han valgt med 51 valgmandsstemmer. De to andre pladser i kredsen besatte Venstrereformpartiet. Da det frikonservative parti dannedes, meldte han sig ind i dette, der i det hele passede hans anskuelser såre vel.